# Alfred Apfel
Alfred Apfel (ur. 12 marca 1882 w Düren, zm. 14 lutego 1941 w Marsylii) – niemiecki prawnik i adwokat.

## Życiorys
Bezpartyjny, sympatyzował z Lewicą – współpracował z polityczną organizacją pomocową Rote Hilfe, założoną przez Wilhelma Piecka i Clarę Zetkin i powiązaną z KPD. Pisywał dla pisma Weltbühne, którego redakcję często reprezentował w procesach sadowych. Występował jako obrońca m.in. oskarżonego o morderstwo komunistę Maxa Hölza, skonfliktowanego z niemieckim wymiarem sprawiedliwości artysty George'a Grosza czy pisarza Johannesa Bechera.

### 1930 – proces w sprawie zabójstwa Horsta Wessela
14 stycznia 1930 roku SA-Sturmführer Horst Wessel został zastrzelony przez komunistę Albrechta Höhlera (1898–1933), członka organizacji Roter Frontkämpferbund (RFB). Natychmiast po śmierci Wessela Joseph Goebbels, szef nazistowskiej propagandy, ogłosił Horsta Wessela męczennikiem za narodowy socjalizm. Wśród jego zasług podnoszono między innymi, że miał jakoby wyciągnąć swoją partnerkę Ernę Jänicken z prostytucji przez wciągnięcie jej do partii nazistowskiej. Komuniści z kolei przedstawiali Wessela jako sutenera. Wielokrotnie przedtem karany Albrecht Höhler i jego kompani zostali aresztowani wkrótce po napadzie. Obrony Höhlera podjął się Alfred Apfel. Höhler został skazany na 6 lat i miesiąc więzienia. Pozostali otrzymali kary w zawieszeniu. Po przejęciu władzy przez nazistów w 1933 roku, Höhler został rozstrzelany przez SA-manów podczas transportu więźniów.

### 1931 – proces w sprawie pismaWeltbühne(niem.Weltbühne-Prozeß)

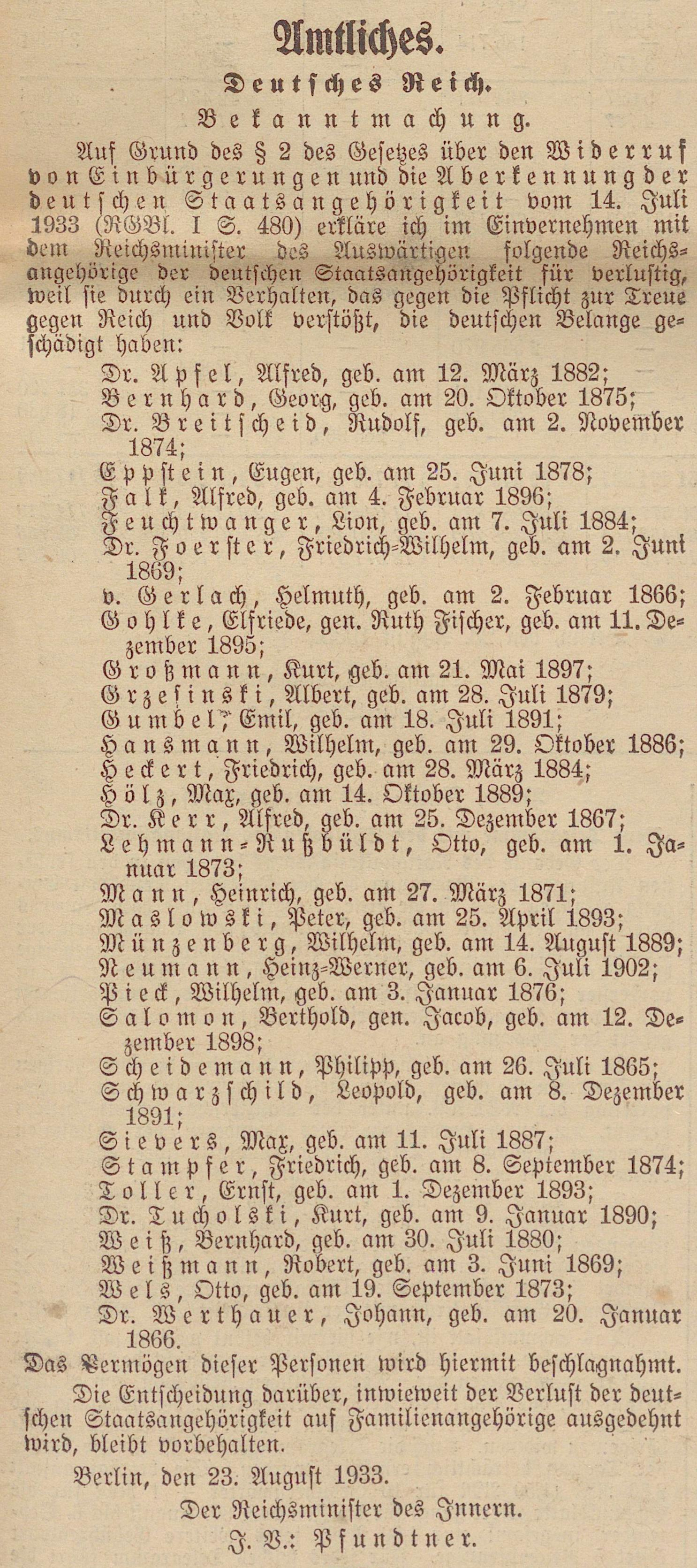
Pierwsza lista osób, którym odebrano obywatelstwo niemieckie w 1933 roku (niem. Erste Ausbürgerungsliste des Deutschen Reichs von 1933)

12 marca 1929 roku Walter Kreiser opublikował w piśmie Weltbühne artykuł pt. „Windiges aus der deutschen Luftfahrt” odsłaniający powiązania Reichswehry z przemysłem lotniczym. Kreiser, piszący pod pseudonimem jako Heinz Jäger, zarzucił przywódcom Reichswehry łamanie postanowień traktatu wersalskiego. Reichswehra miała w tajemnicy rozwijać siły powietrzne (niem. Luftwaffe). Pomimo tego, że Kreiser opierał się na informacjach z ogólnodostępnego protokołu z 312 posiedzenia komisji budżetowej, prokurator generalny Rzeszy wszczął postępowanie w sprawie zdrady stanu i złamania tajemnicy wojskowej. W marcu 1931 roku przed sądem stanęli wydawca pisma Weltbühne Carl von Ossietzky oraz Walter Kreiser. Ich obrony podjęli się Kurt Rosenfeld, Max Alsberg, Alfred Apfel oraz Rudolf Olden. Proces zakończył się skazaniem von Ossietzky’ego i Kreisa na 18 miesięcy więzienia za zdradę tajemnicy wojskowej.
W 1933 roku, po dojściu do władzy Adolfa Hitlera i nazistów, Apfel został aresztowany po pożarze Reichstagu. W 1933 był jedną z pierwszych 33 osób, którym naziści odebrali obywatelstwo niemieckie na mocy Ustawy o odwołaniu nadania obywatelstwa i odebrania obywatelstwa niemieckiego (niem. Gesetz über den Widerruf von Einbürgerungen und die Aberkennung der deutschen Staatsangehörigkeit). Po wyjściu na wolność uciekł do Francji, gdzie angażował się na rzecz uwolnienia Carla Von Ossietzky'ego. Zmarł w niewyjaśnionych okolicznościach w Marsylii, dokąd udał się z zamiarem emigracji do USA.

## Wybrane publikacje
1935 – Behind the Scenes of German Justice. Reminiscences of a German Barrister 1882–1933